# کنت مک‌میلان
کنت مک‌میلان (انگلیسی: Kenneth McMillan; ۲ ژوئیهٔ ۱۹۳۲ – ۸ ژانویهٔ ۱۹۸۹) یک هنرپیشه اهل ایالات متحده آمریکا بود. وی بین سال‌های ۱۹۶۹ تا ۱۹۸۹ میلادی فعالیت می‌کرد.
از فیلم‌ها یا برنامه‌های تلویزیونی که وی در آن نقش داشته‌است می‌توان به تل‌ماسه، آمادئوس، سرپیکو، قطار فرار، رگتایم، شریک و ریشخند اشاره کرد.